# FA Cup 1873-74
Football Association Challenge Cup 1873-74 var den tredje udgave af Football Association Challenge Cup, i dag bedre kendt som FA Cup. 28 af The FA's medlemsklubber var tilmeldt turneringen, der blev afviklet som en cupturnering. Seks af klubberne trak sig imidlertid inden den første kamp, så turneringen fik deltagelse af 22 klubber – otte mere end året før. Den første kamp blev spillet den 9. oktober 1873, og finalen blev afviklet den 14. marts 1874 på Kennington Oval i London, hvor Oxford University FC vandt 2-0 over Royal Engineers AFC. Det var Oxford Universitys første triumf i FA Cup'en.

## Resultater

### Første runde
Første runde blev spillet i perioden 9. oktober – 17. november 1873 og havde deltagelse af alle 28 hold.
| Dato    | Kamp                                        | Res. | Tilskuere |
| ------- | ------------------------------------------- | ---- | --------- |
| 9.10.   | Marlow FC – Pilgrims FC                     | 0–1  | 1.022     |
| 11.10.  | Royal Engineers AFC – Brondesbury FC        | 5–0  | 2.148     |
| 11.10.  | Woodford Wells FC – Reigate Priory FC       | 3–2  | 600       |
| 18.10.  | Crystal Palace FC – Swifts FC               | 0–1  | 1.584     |
| 25.10.  | 1st Surrey Rifles FC – Barnes FC            | 0–0  | 700       |
| 25.10.  | Cambridge University AFC – South Norwood FC | 1–0  | 500       |
| 9.10.   | Uxbridge FC – Gitanos FC                    | 3–0  | 650       |
| 29.10.  | Upton Park FC – Oxford University AFC       | 0–4  | 1.401     |
| 30.10.  | Shropshire Wanderers FC – Sheffield FC      | 0–0  | 700       |
| –       | Maidenhead FC – Civil Service FC            | w.o. |           |
| –       | Clapham Rovers FC – Amateur AC              | w.o. |           |
| –       | Wanderers FC – Southall FC                  | w.o. |           |
| –       | Trojans FC – Farningham FC                  | w.o. |           |
| –       | High Wycombe FC – Old Etonians FC           | w.o. |           |
| Omkampe |                                             |      |           |
| 8.11.   | Barnes FC – 1st Surrey Rifles FC            | 1–0  | 1.200     |
| 17.11.  | Sheffield FC – Shropshire Wanderers FC      | 00–0 | 800       |

### Anden runde
Anden runde blev spillet den 22. november – 20. december 1873 og havde deltagelse af de 14 hold, der var gået videre fra første runde.
| Dato    | Kamp                                         | Res. | Tilskuere |
| ------- | -------------------------------------------- | ---- | --------- |
| 22.11.  | Sheffield FC – Pilgrims FC                   | 1–0  | 747       |
| 22.11.  | Maidenhead FC – High Wycombe FC              | 1–0  | 1.293     |
| 22.11.  | Clapham Rovers FC – Cambridge University AFC | 1–1  | 1.336     |
| 22.11.  | Oxford University AFC – Barnes FC            | 2–0  | 1.402     |
| 22.11.  | Swifts FC – Woodford Wells FC                | 2–1  | 750       |
| 26.11.  | Royal Engineers AFC – Uxbridge FC            | 2–1  | 2.356     |
| –       | Wanderers FC – Trojans FC                    | w.o. |           |
| Omkampe |                                              |      |           |
| 29.11.  | Clapham Rovers FC – Cambridge University AFC | 1–1  | 1.410     |
| 20.12.  | Clapham Rovers FC – Cambridge University AFC | 4–1  | 1.419     |

### Kvartfinaler
Kvartfinalerne havde deltagelse af de syv vindere fra tredje runde og blev afviklet i perioden 6. december 1873 – 31. januar 1874. På grund af det ulige antal hold, var Swifts FC oversiddere i denne runde.
| Dato   | Kamp                                 | Res. | Tilskuere |
| ------ | ------------------------------------ | ---- | --------- |
| 6.12.  | Wanderers FC – Oxford University AFC | 1–1  | 2.000     |
| 10.12. | Royal Engineers AFC – Maidenhead FC  | 7–0  | 2.397     |
| 17.1.  | Clapham Rovers FC – Sheffield FC     | 2–1  | 1.505     |
| Omkamp |                                      |      |           |
| 31.1.  | Oxford University AFC – Wanderers FC | 1–0  | 1.500     |

### Semifinaler
| Dato  | Kamp                                      | Res. | Tilskuere |
| ----- | ----------------------------------------- | ---- | --------- |
| 28.1. | Royal Engineers AFC – Swifts FC           | 2–0  | 2.500     |
| 28.2. | Oxford University AFC – Clapham Rovers FC | 1–0  | 1.500     |

### Finale
| Dato  | Kamp                                        | Res. | Tilskuere | Spillested              |
| ----- | ------------------------------------------- | ---- | --------- | ----------------------- |
| 14.3. | Oxford University AFC – Royal Engineers AFC | 2–0  | 2.000     | Kennington Oval, London |